# آگوستینو استرائولینو
آگوستینو استرائولینو (ایتالیایی: Agostino Straulino; ۱۰ اکتبر ۱۹۱۴ – ۱۴ دسامبر ۲۰۰۴) قایقران بادبانی اهل ایتالیا بود.